# 2016 en physique
Cet article présente les faits marquants de l'année 2016 en physique.

## Évènements
- 11 février : annonce de la première observation directe des ondes gravitationnelles[1].
- 12 août : une mesure du rayon de charge du deutéron obtenue à partir de deutérium muonique est publiée, donnant un résultat significativement plus petit que les résultats obtenus auparavant à partir de deutérium électronique, de manière similaire au problème de la taille du proton[2].

## Prix
- Prix Nobel de physique : 
  - David J. Thouless pour ses travaux sur les transitions des phases topologiques dans la matière[3],[4].
  - Duncan Haldane et John M. Kosterlitz pour leurs travaux sur les transitions des phases topologiques dans la matière[3],[4].
- Prix Wolf de physique : Yoseph Imry pour ses études pionnières sur la physique des systèmes mesoscopique et aléatoire[5].
- Prix Sakurai : G. Peter Lepage (en)[6]
- Prix Georges-Lemaître : Kip Thorne[7]
- Prix ACP-CRM : Freddy Cachazo[8],[9]
- Médaille Boas : Geraint F. Lewis (en)[10]
- Médaille Brockhouse : Carlos Silva Acuña « pour ses avancées originales [...] en Spectroscopie optique transitoire »[11],[12]

## Décès
- 19 avril[13] : Walter Kohn (né en 1923), physicien autrichien naturalisé américain et lauréat du prix Nobel de chimie en 1998[14].
- 21 août[15] : Christiane Bonnelle (né en 1930), physicienne française et une pionnière de la spectroscopie.
- 24 août[16] : Roger Tsien (né en 1952), biochimiste et biophysicien américain d'origine chinoise, et lauréat du prix Nobel de chimie en 2008[17].
- 22 octobre[18] : Gérard Maugin (né en 1944), physicien et mathématicien français.